# Livres des Maccabées

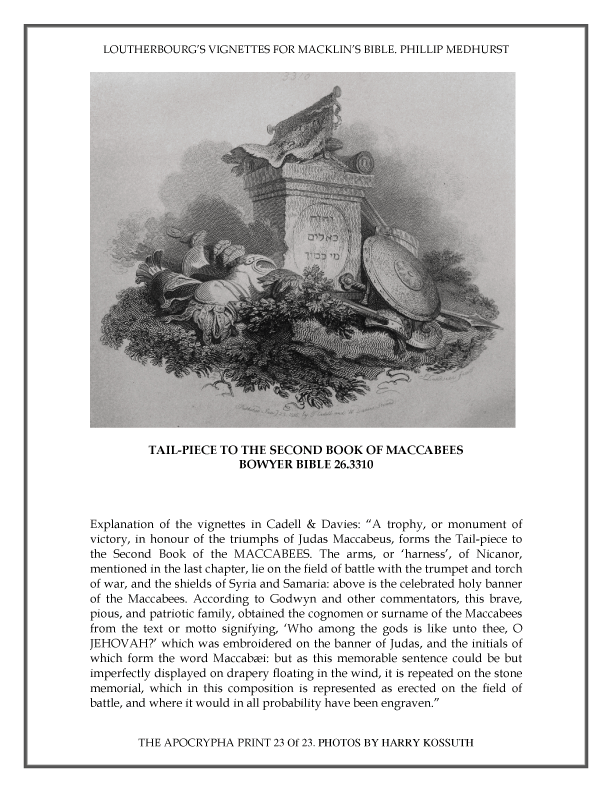
Sculpture du deuxième livre des maccabées.

Les livres des Maccabées sont des écrits juifs en langue grecque dont le thème est lié à la révolte des Maccabées qui eut lieu dans la Judée de l'époque hellénistique. Les Maccabées doivent leur nom à Judas Maccabée dont le frère Simon a fondé la dynastie hasmonéenne qui règne sur la Judée de 140 à 37 av. J.-C.

## Composition
Malgré le nom qui leur est traditionnellement appliqué, les quatre livres des Maccabées sont indépendants. Leurs dates de composition et leurs styles sont différents :
- Le livre I couvre une période s'étendant du déclenchement de la révolte des Maccabées à l'accession au pouvoir de Jean Hyrcan. Ce récit constitue une épopée dynastique à la gloire des Hasmonéens. Il s'agit d'une traduction grecque d'un livre en hébreu.
- le livre II se veut un abrégé d'une chronique de Jason de Cyrène. Il s'étend de la grande prêtrise d'Onias III à la victoire de Judas Maccabée contre Nicanor. Il donne une large part au miraculeux et aux considérations théologiques.
- le livre III relate une crise subie par les Juifs d’Égypte sous le règne de Ptolémée IV.
- le livre IV est un ouvrage philosophique produit par le milieu juif d'Antioche  .

## Dans la Bible
Les quatre livres des Maccabées inclus dans la Septante sont considérés de façon différente par les différentes traditions religieuses :
- aucun des quatre livres n’est inclus dans la Bible hébraïque ;
- le catholicisme a inclus les deux premiers dans son canon, parmi les livres deutérocanoniques. Dans la traduction liturgique, ils sont appelés Premier et Deuxième Livre des Martyrs d'Israël[1] ;
- les orthodoxes ont retenu les quatre livres parmi les livres deutérocanoniques ;
- le protestantisme les considère comme apocryphes et les qualifie, avec d'autres écrits de la même époque, de livres intertestamentaires.

Les juifs et les protestants, s'ils n'incluent pas ces livres dans leur canon, considèrent généralement ces œuvres comme des sources historiques fiables. La fête de Hanoucca commémorant la révolte des Maccabées a été conservée dans la tradition juive bien que les livres décrivant cet événement ne figurent pas dans le canon hébraïque.

## Premier livre
Le premier livre fait le récit d’événements qui remplissent une période d'environ quarante ans, depuis l’avènement d’Antiochos IV (175 av. J.-C.) jusqu’à la mort de Shim‘ôn et l'avènement de Jean Hyrcan (134). Se fondant en grande partie sur des sources annalistiques, il décrit avant tout les combats menés pour la libération d’Israël, alors sous la domination des rois séleucides de Syrie. L’admiration de l’auteur pour Rome (chapitre 8) ne se comprend qu’avant la conquête réalisée par Pompée en 63 av. J.-C. L’ouvrage a dû être composé vers 100 avant J.-C. et traduit peu de temps après. L'original en hébreu est perdu.
L'historien juif Flavius Josèphe utilise le premier livre dans ses Antiquités judaïques (XII) et sa Guerre juive (I).

## Deuxième livre
Le deuxième livre, qui couvre la période allant de la fin du règne de Séleucos IV à 160 av. J.-C., se donne pour l'épitomé (ἐπιτομή) de l'ouvrage en grec du Juif hellénisé Jason de Cyrène. Plutôt qu’une chronique, c'est un opuscule liturgique destiné aux synagogues de la diaspora, tout comme le rouleau d’Esther. Il s’étend longuement sur des récits de martyre : celui d’Èl‘azar (6, 18-31), celui des sept frères et de leur mère (7), le suicide pour motif religieux de Razis (14, 37-46). On y trouve aussi les éléments d’une théologie systématique : Dieu est créateur (7, 23) ; il n’a besoin de rien (14,35) ; il est transcendant (hypsistos), Seigneur des esprits (3, 24). Les messagers ou anges sont présents, mais l’espérance messianique n’est évoquée qu’en 1, 27-29. Un des thèmes majeurs est celui de la résurrection des morts et des prières à faire pour eux (12, 44-45). L’importance du Temple est soulignée (3, 12), en fonction de l’éminence du peuple élu au centre duquel habite l'Éternel.